# Ліпіни (Сім'ятицький повіт)
Ліпіни (пол. Lipiny) — село в Польщі, у гміні Дідковичі Сім'ятицького повіту Підляського воєводства.
Населення — 61 особа (2011).
У 1975—1998 роках село належало до Білостоцького воєводства.

## Демографія
Демографічна структура станом на 31 березня 2011 року:
|          | Загалом | Допрацездатний вік | Працездатний вік | Постпрацездатний вік |
| -------- | ------- | ------------------ | ---------------- | -------------------- |
| Чоловіки | 32      | 6                  | 19               | 7                    |
| Жінки    | 29      | 5                  | 14               | 10                   |
| Разом    | 61      | 11                 | 33               | 17                   |